# Daniel Johannis Normelander
Daniel Johannis Normelander, född 1566 i Normlösa, död 13 september 1622 i Linköping, var en svensk präst och domprost.

## Biografi
Normelander föddes 1566 i Normlösa. Han var son till en bonde. Normelander blev 1602 filosofie magister i Wittenberg. År 1606 blev han konrektor i Linköping. Teologilektor och penitentiarie blev han 1611. Han antogs som domprost i Linköpings församling 1614 och tillträdde 1615. Normelander avled 13 september 1622 i Linköping av pesten.

### Familj
Normelander gifte sig med Ingrid Olofsdotter (död 1622). Hon var dotter till domprosten Olaus Petri och Karin Bertilsdotter i Linköping. De fick tillsammans sonen Daniel Danielis Dalinus som blev kyrkoherde i Skänninge.